# Artareites
Genre
Artareites est un genre d'ammonites de la famille des Helicancylidae, du Crétacé inférieur (Barrémien supérieur, Biozone à Vandenhekei).

## Systématique
Le genre Artareites a été créé en 2009 par le paléontologue français Didier Bert (d) avec pour espèce type Artareites landii.
Ce genre n'est pas référencé sous Paleobiology Database.

## Liste d'espèces
Selon l’Index to Organism Names (ION) consulté le 28 octobre 2022 :
- † Artareites corae (Murphy, 1975)
- † Artareites greeni (Murphy, 1975)
- † Artareites karsteni (Uhlig, 1883)
- † Artareites kerkhofae Vermeulen, Lazarin, Lepinay, Leroy & Mascarelli, 2013
- † Artareites landii Bert, 2009 - espèce type
- † Artareites silesiacum (Uhlig, 1883)
- † Artareites starrkingi (Anderson, 1938)
- † Artareites subalpinus (Cecca & Landra, 1994)

## Étymologie
Le nom générique, Artareites, dérive du latin se artare, « se réduire ».
L'épithète spécifique de l'espèce type, landii, a été donnée en l'honneur de Jean-Jacques Landi, naturaliste de Nice, et à son père, Pierre Landi.

## Publication originale
- Didier Bert, « Description de Artareites landii nov. (Ammonoidea) du Barrémien supérieur de Majastre (Sud-Est de la France) et discussion sur les Helicancylidae Hyatt, 1894 », Annales de Paléontologie, Elsevier, vol. 95, no 3,‎ juillet 2009, p. 139-163 (ISSN 0753-3969, 1778-3666 et 0003-4142, OCLC 8770809, DOI 10.1016/J.ANNPAL.2009.06.002, lire en ligne).